# Andy Adams

Andy Adams um 1910

Andy Adams (* 3. Mai 1859 im Thorncreek Township in Indiana; † 26. September 1935 in Colorado Springs in Colorado) war ein amerikanischer Schriftsteller, der in einer Reihe von Büchern das Leben der Cowboys in ihrem Alltag sehr wirklichkeitsnah dargestellt hat. Da er selbst etwa fünfzehn Jahre lang während der Zeit des großen Viehgeschäftes in Texas Cowboy gewesen war, wusste er, wovon er schrieb. Als sein bestes Werk, auch von ihm so eingeschätzt, gilt The Log of a Cowboy: A Narrative of the Old Trail Days, in dem die Geschichte eines Viehtrecks im Jahre 1882 von Texas nach Montana erzählt wird. Das Buch fällt weit aus dem Rahmen des herkömmlichen Wildwestromans und ist als ein wesentliches Werk der amerikanischen Literatur an sich anzusehen.

## Leben
„Unser Wohlergehen galt nichts; Männer waren billig zu haben, Vieh aber kostete Geld.“

Andy Adams war irisch-schottischer Abstammung. Im Thorncreek Township, einer Gemeinde im Whitley County in Indiana, wurde er auf dem Hof seiner Eltern (Andrew und Elizabeth Adams) geboren. Zusammen mit zwei Brüdern wuchs er hier auch auf. Nach dem Besuch einer ländlichen Grundschule verließ er sein Elternhaus und arbeitete eine Zeitlang in einem Sägewerk in Arkansas.
Um das Jahr 1876 herum ging er nach Texas und wurde dort Cowboy. Es war die Zeit der großen Viehtrecks von Texas auf den Trails nach Norden, und so gab es dort eine Menge Arbeit, die ihn wohl angelockt hatte wie noch so viele andere. Sehr viel später hätte er aber nicht kommen dürfen, denn der «Texas drive» ging langsam seinem Ende entgegen, und wesentliche Schuld daran hatte der immer weiter fortschreitende Ausbau des Eisenbahnnetzes, was den Transport der Rinder erleichterte und verbilligte, und das immer weniger werdende offene Weideland, was zu immer mehr Umwegen zwang. — 1882 ging Andy Adams auf seinen ersten Trail und tat das in den nächsten acht Jahren noch so einige Male.
1890 gab er das Cowboy-Dasein auf. Er blieb aber weiter in Texas und betrieb in Rockport zusammen mit einem Partner irgendein Geschäft, das aber nicht sehr erfolgreich war und nach zwei Jahren aufgegeben werden musste. Danach arbeitete er in Goldminen von Nevada und Colorado und zog um 1894 nach Colorado Springs, wo er dann wohl irgendwann ernsthaft mit dem Schreiben begann.
1903 wurde als sein erstes Buch The Log of a Cowboy veröffentlicht, das er, wie er meinte, vom «Hurrikan-Deck eines Texaspferdes aus» geschrieben hätte. In Deutschland ist es unter dem Titel Der Trail im Wilden Westen schon 1907 herausgekommen. Obwohl es eine Erzählung ist, Fiktion, sind in ihm die Ereignisse während eines Viehtrecks und auch die Welt des Cowboys so authentisch beschrieben, dass es für die Historiker in diesem Bereich eine einzigartige Quelle ist. The Log of a Cowboy entspricht nicht dem klischeehaften Cowboy-Bild wie es etwa von Owen Wister, einem Mitbegründer des Wildwestromans, gezeichnet worden ist und in dessen Buch The Virginian zum Beispiel, wie Andy Adams einmal kritisch bemerkt hat, Kühe kaum Erwähnung finden. — Neben seinen Cowboy-Geschichten hat Andy Adams auch noch zwei Jugendbücher (Well Brothers und The Ranch on the Beaver) geschrieben. Einige andere Erzählungen und auch dramatische Versuche sind unveröffentlicht geblieben.
Abgesehen von zwei Unterbrechungen (in Nevada 1908–1909 und in Kentucky 1920–1922), hat Andy Adams von 1894 an bis zu seinem Lebensende im Jahre 1935 immer in Colorado Springs gelebt. In Texas, wohin er von Zeit zu Zeit reiste, um für seine Geschichten zu recherchieren und Erinnerungen aufzufrischen, ist er ein letztes Mal im Jahre 1918 gewesen. Allerdings hatte sich zu diesem Zeitpunkt schon so vieles in dem Land verändert, dass er sich dort nach seinen eignen Worten wie Rip van Winkle vorgekommen sei. Und so ist sich denn Andy Adams durchaus bewusst gewesen, dass er früher einen recht interessanten Teil in der Geschichte seines Landes erlebt und in seinen Büchern beschrieben hat.

## Bibliografie
- Andy Adams: The Log of a Cowboy. A Narrative of the Old Trail Days. Verlag Houghton Mifflin Company, Boston 1903; Textarchiv – Internet Archive
- Andy Adams: A Texas Matchmaker. Verlag Houghton Mifflin Company, Boston 1904
- Andy Adams: The Outlet. Verlag Houghton Mifflin Company, Boston 1905
- Andy Adams: Reed Anthony, Cowmen. Verlag Houghton Mifflin Company, Boston 1907
- Andy Adams: Cattle Brands. Verlag Houghton Mifflin Company, Boston 1906
- Andy Adams: Ein Cowboy erzählt. Aus der Zeit der großen Viehtrecks, mit einem Nachwort von Max Mittler. Manesse Verlag, Zürich 1981, ISBN 3-7175-1604-3
- Andy Adams: Der Trail im wilden Westen. Aus dem Tagebuch eines Cowboys. Nachdruck der Originalausgabe von 1907. Verlag für Amerikanistik, Wyk auf Föhr 2001